# Tobská katastrofa

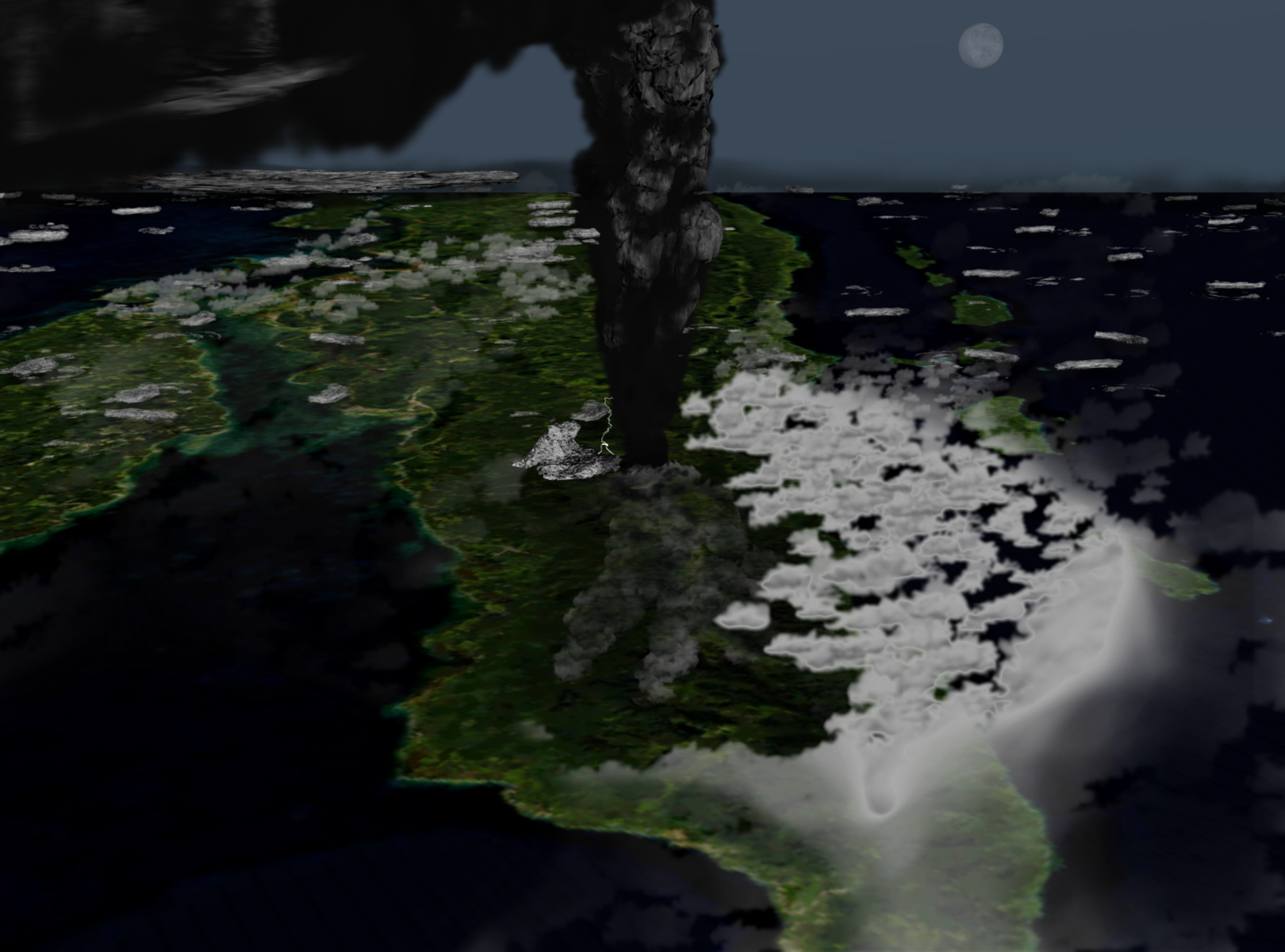
Ilustrace erupce Toby

Přibližně před 75 000 lety došlo v Indonésii na ostrově Sumatra ke gigantické erupci supervulkánu Toba. Množství vyvržené horniny činilo kolem 2800 km³, současně bylo vyvrženo okolo 3300 megatun aerosolu kyseliny sírové do stratosféry. Další výbuchy mohly následovat i po několika tisících let. Erupce mohla způsobit zkázu globálních rozměrů a poslední větší globální vymírání. Některé archeologické nálezy tomu nenasvědčují. Jde tak o kontroverzní teorii.

## Erupce
Erupce supervulkánu Toba byla nejsilnější erupcí za několik milionů let.[zdroj?] Před 840 tisíci lety soptil vulkán Toba srovnatelně s jeho erupcí před 75 tisíci lety. Tato erupce před 75 tisíci lety (stupně VEI 8) nastala v probíhající poslední době ledové a způsobila další zhoršení klimatických podmínek. Celosvětově se dočasně údajně ochladilo až o 5 °C a výrazně začaly růst polární ledovce, což způsobilo výrazné ochlazení zejména v oblastech vyšších severních šířek. Nicméně některé numerické modely naznačují, že exploze mohla způsobit globální pokles teploty o 5 až 15 °C a navození stavu sopečné zimy podobné nukleární zimě. Některé zase uvádějí za realistický pokles pouze o 1 °C. Spíše šlo o krátkodobý výkyv teplot, protože není zaznamenána změna klimatu v škále roků. Bill Rose a Craig Chesner z Michiganské technologické univerzity vyvodili, že celkové množství vyvrženého materiálu bylo asi 2 800 km³ – zhruba 2000 km³ teklo v podobě lávy po povrchu, a kolem 800 km³ spadlo jako sopečný popel, zejména západním směrem od vulkánu. Pyroklastické proudy z erupce dosáhly vzdálenosti až 200 km od vulkánu a úplně zničily oblast 20 000 km² (odpovídající čtvrtině území České republiky).
Jižní Asie se pokryla 15cm vrstvou popela, což mělo nedozírné následky pro místní faunu a floru. Území přilehlé k Tobě, sahající na západ k Indii a na východ k Malajsii, bylo v okruhu cca 1 000 km místy pokryto popelem do výšky 6 až 9 m. Sopečné sklo bylo nalezeno 9000 km daleko. Dále bylo vyvrženo přibližně 6 000 milionů tun oxidu siřičitého, který se v oblacích proměnil na kyselinu siřičitou v množství přibližně 10 000 milionů tun, což způsobilo velmi silné kyselé deště po celé planetě, decimující vše živé.[zdroj?]
Pro většinu živočišných a rostlinných druhů v jihovýchodní Asii údajně znamenala erupce Toby rychlé vymření. Následné předpokládané globální hromadné vymírání je posledním větším vymíráním zaznamenaným v historii planety. Podle starší teorie byl do té doby slibně se rozvíjející lidský druh zdecimován na posledních 5000 až 10 000 jedinců. Na druhou stranu přežili jen ti nejsilnější a přeživší jedinci byli výbornou genetickou základnou pro nové rozšíření lidské rasy. Některé studie toto však popírají, podle Michaela Petraglii z Cambridgeské univerzity nálezy kamenných nástrojů v Indii dokládají, že život lidí nebyl erupcí narušen. Klima planety se brzy začalo vracet do normálu. Příznivý vývoj byl ale přerušen před asi 26 tisíci lety výbuchem dalšího supervulkánu (Oruanui na Novém Zélandu), což vedlo k opětovnému ochlazení a prodloužení posledního glaciálu do doby před 12 tisíci lety.

## Toba v současnosti
Celá kaldera se vlivem erupce propadla a na jejím místě vzniklo velké jezero, které nese název Toba a podle kterého je supervulkán pojmenován. Jde o největší jezero na ostrově a vůbec největší sopečné kráterové jezero na Zemi. Má rozlohu 1130 km². Je 100 km dlouhé a 30 km široké. Dosahuje maximální hloubky 529 m. Objem vody činí 240 km³. Leží v nadmořské výšce 911 m.